# Elephas maximus indicus
Slon indický (Elephas maximus indicus) je poddruh slona z čeledi slonovití (Elephantidae).

## Popis

### Rozměry
Slon indický váží 2,6–5 tun. V délce měří 5,5–6,5 m a do výšky 2,5 až 3,5 m. Jeho ocas měří 1,2 až 1,5 m. Slon indický má uši velké až 41,1 cm.

### Vnější stavba těla slona indického
Tělo slona indického se dělí na 5 částí: hlavu, trup, dvě přední a dvě zadní končetiny a ocas. Pro slona je typické, že má na hlavě kly, dlouhé uši a obrovský chobot. Nejviditelnější znaky s rozdíly slona afrického a slona indického jsou na hlavě. Slon indický má menší uši jako slon africký, kly mají pouze samci a na chobotu mají pouze jeden, prstík. Na chobotu má slon „prstíky“, které mu slouží při sklizní, uchopování potravy, mytí a pití. Sloni mají velmi dobré vyvinutý sluch, už jen proto, že mají velké uši a dokáží slyšet zvuk na vzdálenost až 1 km. Kly, malé nebo obrovské mohou mít u tohoto druhu pouze samci, někdy je mají i samice, ale jen velmi malé. Na hlavě má dva výrůstky, které vypadají jako kopce. Slon indický má velmi malá ústa, ale obrovský apetit. V ústech má obrovské stoličky, což naznačuje že slon indický má k mamutovi srstnatému blíže než jiné druhy slonů. Jedna stolička může měřit až 21 cm. Pokud by slon indický ztratil zub nebo by se mu zkazil, nemohl by jíst a umřel by hlady. Trup slona indického je dlouhý a tlustý. Má 4 končetiny na kterých má 4 prsty. Končetiny slona jsou velké a mohutné, aby se mohl prodírat přes hustý porost.

### Vnitřní stavba těla slona indického
Vnitřní stavba těla se skládá z 5 částí: z kostry, svalů, trávicí soustavy, respirační a vylučovací soustavy. Sloni mají obrovské tělo a to značí i o velikosti kostry. Slon indický má mohutnou lebku. Z lebky mu ven vybíhají kly. Kly, stejně jako stoličky jsou kosti. Jeho sanice je značně větší než čelist. Čelist je tvořena horní sanicí a sanicí dolní. Na horní straně lebky má slon indický vyvýšeninu, kterou tvoří dva kopečky na jeho horní straně hlavy. Krk tvoří několik velkých obratlů. Lopatky tvoří horní část jeho předních končetin. Slon indický má menší stehenní kost na předních končetinách než na zadních, ale tloušťka zadní končetiny je menší než tloušťka femuru na přední. Hrudní koš tvoří 21 žeber. Slon indický má 100 000 svalů, což zajišťuje velmi vysokou úroveň kontroly a síly.

### Sloní kel
Sloni používají kly na bitvy o samice. Slon na se o ně dobře stará, čistí a leští je o kůru stromu nebo v zemi vyhledává sůl, která mu kly zpevňuje.

## Výskyt
Slon indický obývá Asii a to státy: Indii, Nepál, Bangladéš, Bhútán, Barmu, Thajsko, Malajský poloostrov, Vietnam, Kambodžu, Laos a Čína.

## Biotop
Slon indický žije na pastvinách, v listnatých, jehličnatých a stále zelených lesích.

## Potrava
Slon indický je býložravý. Živí se 112 druhy různých rostlin: trávou, vysokou trávou, palmami, rákosem, alcea setosa, kůrou Acacia polyacantha, bambusem, dřevem, datlovníkem, Careym arborea.